# Wapen van Opglabbeek

Het wapen van Opglabbeek (sinds 1994).

Het wapen van Opglabbeek is het heraldisch wapen van de Opglabbeek, een deelgemeente van Oudsbergen in de Belgische provincie Limburg. Het wapen werd voor het eerst op 23 augustus 1909 bij Koninklijk Besluit aan de toenmalige gemeente toegekend en op 21 juni 1994 bij ministerieel besluit herbevestigd.

## Geschiedenis
Het wapen van Opglabbeek is gebaseerd op een zegel van de schepenbank van Opglabbeek uit het midden van de 17e eeuw. De precieze betekenis van het wapen schijnt verloren te zijn gegaan.

## Blazoenering
De eerste blazoenering luidde:
In zilver een zwarte, knoestige schuinbalk, begeleid van twee blauwe, golvende, smalle schuinbalken.— Koninklijk Besluit van 23 augustus 1909.
De huidige blazoenering luidt:
In zilver een knoestige schuinbalk van sabel, begeleid door twee golvende schuinstrepen van lazuur.— Ministerieel besluit van 21 juni 1994.